# Wahlkreis Helsinki
Der Wahlkreis Helsinki (Wahlkreis 01) ist einer von 13 finnischen Wahlkreisen für die Wahlen zum finnischen Parlament und zum Präsidenten der Republik Finnland. Er umfasst die finnische Hauptstadt Helsinki. Bei den Parlamentswahlen stehen jedem Wahlkreis orientiert an der Einwohnerzahl eine bestimmte Anzahl von Mandaten im Parlament zu, dem Wahlkreis Helsinki derzeit 22 Sitze.
Der Wahlkreis Helsinki wurde zur Parlamentswahl 1954 vom umgebenden Wahlkreis Uusimaa abgetrennt. Seit damals war er mit 19 Mandaten der bevölkerungsreichste Wahlkreis Finnlands, bis Uusimaa ihn bei der Parlamentswahl 1975 überholte. Seitdem steht er auf dem zweiten Platz.

## Abgeordnete im Parlament

### 2015 bis 2019

#### Nationale Sammlungspartei
Abgeordnete für die Nationale Sammlungspartei sind derzeit:
- Janna Pelkonen
- Ben Zyskowicz
- Juhana Vartiainen
- Sari Sarkomaa
- Wille Rydman
- Pertti Salolainen

#### Grüner Bund
Abgeordnete für den Grünen Bund sind derzeit:
- Pekka Haavisto
- Outi Alanko-Kahiluoto
- Antero Vartia
- Emma Kari
- Ozan Yanar

#### Sozialdemokratische Partei Finnlands
Abgeordnete für die Sozialdemokratische Partei Finnlands sind derzeit:
- Erkki Tuomioja
- Eero Heinäluoma
- Tuula Haatainen
- Nasima Razmyar (2015-2017)
- Pilvi Torsti (2017- )

#### Wahre Finnen
Abgeordnete für die Wahren Finnen sind derzeit:
- Sampo Terho (2015-2017)
- Tom Packalén
- Mika Raatikainen

#### Linksbündnis
Abgeordnete für das Linksbündnis sind derzeit:
- Paavo Arhinmäki
- Silvia Modig

#### Zentrumspartei
Abgeordnete für die Zentrumspartei sind derzeit:
- Olli Rehn (2015-2017)
- Paula Lehtomäki (2017- )
- Pekka Puska (2017- )

#### Schwedische Volkspartei
Abgeordnete für die Schwedische Volkspartei ist derzeit:
- Astrid Thors

#### Blaue Zukunft
Abgeordneter für die Blaue Zukunft ist derzeit:
- Sampo Terho (2017- )